# Liste der Monuments historiques in Hétomesnil
Die Liste der Monuments historiques in Hétomesnil führt die Monuments historiques in der französischen Gemeinde Hétomesnil auf.

## Liste der Objekte
| Bezeichnung | Beschreibung                    | Standort                              | Kennzeichnung | Schutzstatus | Datum | Bild           |
| ----------- | ------------------------------- | ------------------------------------- | ------------- | ------------ | ----- | -------------- |
| Taufbecken  | Stein und Blei, 14. Jahrhundert | in der Kirche St-Jean-Baptiste (Lage) | PM60000919    | Classé       | 1913  | weitere Bilder |